# Kashfī
Kashfī (persiska: کشفی) är en ort i Iran.   Den ligger i provinsen Gilan, i den nordvästra delen av landet, 400 km nordväst om huvudstaden Teheran. Kashfī ligger 69 meter över havet och antalet invånare är 131.
Terrängen runt Kashfī är kuperad åt sydväst, men åt nordost är den platt.  Närmaste större samhälle är Āstārā, 9,2 km öster om Kashfī. I omgivningarna runt Kashfī växer i huvudsak blandskog.